# Apollonia (Milos)
Apollonia (griechisch Απολλώνια (n. pl.), lokal Pollonia Πολλώνια) ist ein griechischer Fischerort im Nordosten der Kykladeninsel Mílos.
Früher lebten die Einwohner fast ausschließlich vom Fischfang. Heute ist die Vermietung von Appartements vor allem an Athener eine der Haupteinnahmequellen des Ortes. Neben dem Tourismus leben die Einwohner vor allem vom Bergbau, der es ihnen erlaubt, nicht voll und ganz auf den Tourismus zu setzen. Viele der Einwohner bewirtschaften nebenher eigene Felder, auf denen ja nach Saison von der Paprika über die Zucchini bis hin zum Wein alle möglichen Feldfrüchte angebaut werden.
Von Apollonia aus gibt es mehrmals täglich eine Fährverbindung zur Nachbarinsel Kimolos.